# 올가 네메스
올가 네메스(Olga Nemes, 1968년 ~ )는 루마니아 출신 독일의 탁구 선수다. 1997년 영국 멘체스터 세계선수권대회에서 단체 동메달을 획득하였다.